# Academia de Cinema Europeu

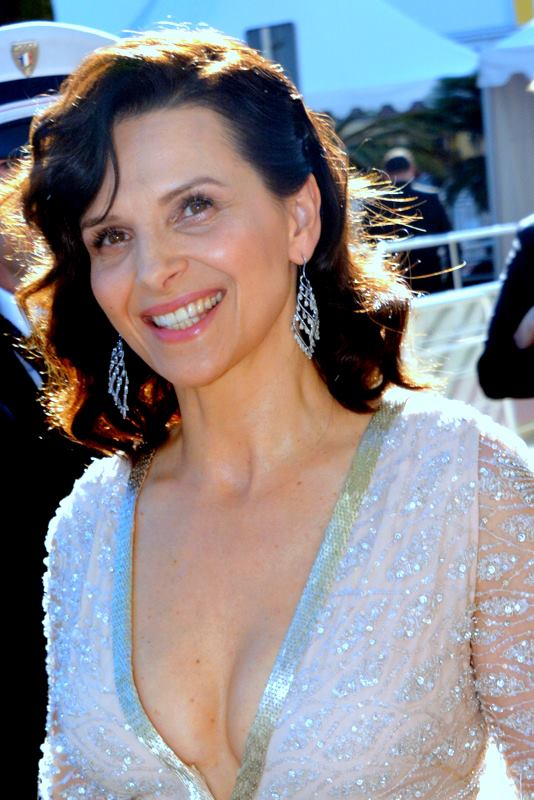
Juliette Binoche, presidente

A Academia de Cinema Europeu (em inglês European Film Academy ou EFA) é uma iniciativa de um grupo de cineastas europeus que se reuniram em Berlim por ocasião da primeira apresentação dos Prémios do Cinema Europeu, em novembro de 1988. Está sediada em Berlim, na Alemanha.

## História
A organização foi fundada oficialmente em 1988 — então sob o nome de Sociedade de Cinema Europeu (European Cinema Society, em inglês) —, por 41 cineastas de toda a Europa, a fim de promover pelo mundo a cultura cinematográfica europeia, bem como para proteger e apoiar os interesses da indústria cinematográfica da Europa. O seu primeiro presidente foi o cineasta sueco Ingmar Bergman e o primeiro presidente do Conselho de Administração foi o cineasta alemão Wim Wenders. Dois anos mais tarde, a Sociedade de Cinema Europeu foi renomeada para o seu nome atual, Academia de Cinema Europeu, tendo sido registada como uma associação sem fins lucrativos.
Em 1996, Wim Wenders substituiu Ingmar Bergman na presidência e o produtor britânico Nik Powell é eleito como novo presidente do Conselho de Administração. Seguido pelo produtor francês Humbert Balsan que foi presidente do Conselho de Administração de 2003 até à sua morte repentina em 2005, sendo substituído pelo também produtor francês Yves Marmion, atual presidente da Academia.
Devido a uma decisão da Assembleia Geral, o número de membros — originalmente limitado a 99 — tem estado continuamente a crescer, tendo já alcançado os 2.300, em outubro de 2010. Portanto, a Academia está a trabalhar em estreita proximidade com a indústria cinematográfica europeia.
As políticas da organização são fixadas pelos 15 membros do Conselho da Academia, que tem sede em Berlim.

## Prémios do Cinema Europeu
A cerimónia anual dos Prémios do Cinema Europeu, outrora conhecido como Félix, é a atividade mais visível da Academia de Cinema Europeu (EFA). Estes galardões têm por objetivo atrair o interesse do público para o cinema europeu, promover as suas qualidades artísticas e culturais e recuperar a confiança do público no seu valor de entretenimento. Para pôr essas ideias em prática adicionou-se em 1997 uma nova categoria, os Prémios Escolha do Público. Estes são acompanhados por grandes campanhas publicitárias em revistas de cinema europeias. Além disso, nos últimos anos têm sido organizadas projeções dos filmes nomeados em várias cidades europeias, como Berlim, Edimburgo, Londres, Estocolmo, Estrasburgo e Varsóvia.
Em 2000, a Academia firmou um contrato de cooperação com a United International Pictures (UIP) e com dez festivais na Europa (Gent/Bélgica, Valladolid/Espanha, Edimburgo/Reino Unido, Angers/França, Berlim/Alemanha, Tampere/Finlândia, Vila do Conde/Portugal, Grimstad/Noruega, Sarajevo/Bósnia e Herzegovina, Veneza/Itália). Segundo este acordo, a UIP e a EFA concedem um prémio em conjunto para uma curta-metragem em cada um desses festivais, sendo o vencedor automaticamente nomeado para os Prémios do Cinema Europeu na categoria de Curta-metragem Europeia - Prémio UIP.
De 1998 a 2001, as cerimónias de premiação foram transmitida por televisão em quase todos os países europeus, bem como nos EUA, América Latina e Nova Zelândia.
Os membros da Academia participam ativamente no processo de seleção, nomeação e premiação.
Os Prémios do Cinema Europeu são os primeiros no calendário anual de prémios internacionais. A maioria dos seus nomeados e vencedores são encontrados nos meses seguintes entre os nomeados e vencedores dos Globos de Ouro ou dos Óscares. Nos últimos anos, produtores e distribuidores europeus têm sublinhado reiteradamente que uma nomeação ou premiação do Prémio do Cinema Europeu tem um impacto positivo sobre o destino desses filmes em relação ao Globo de Ouro e/ou ao Óscar.

## Membros por país

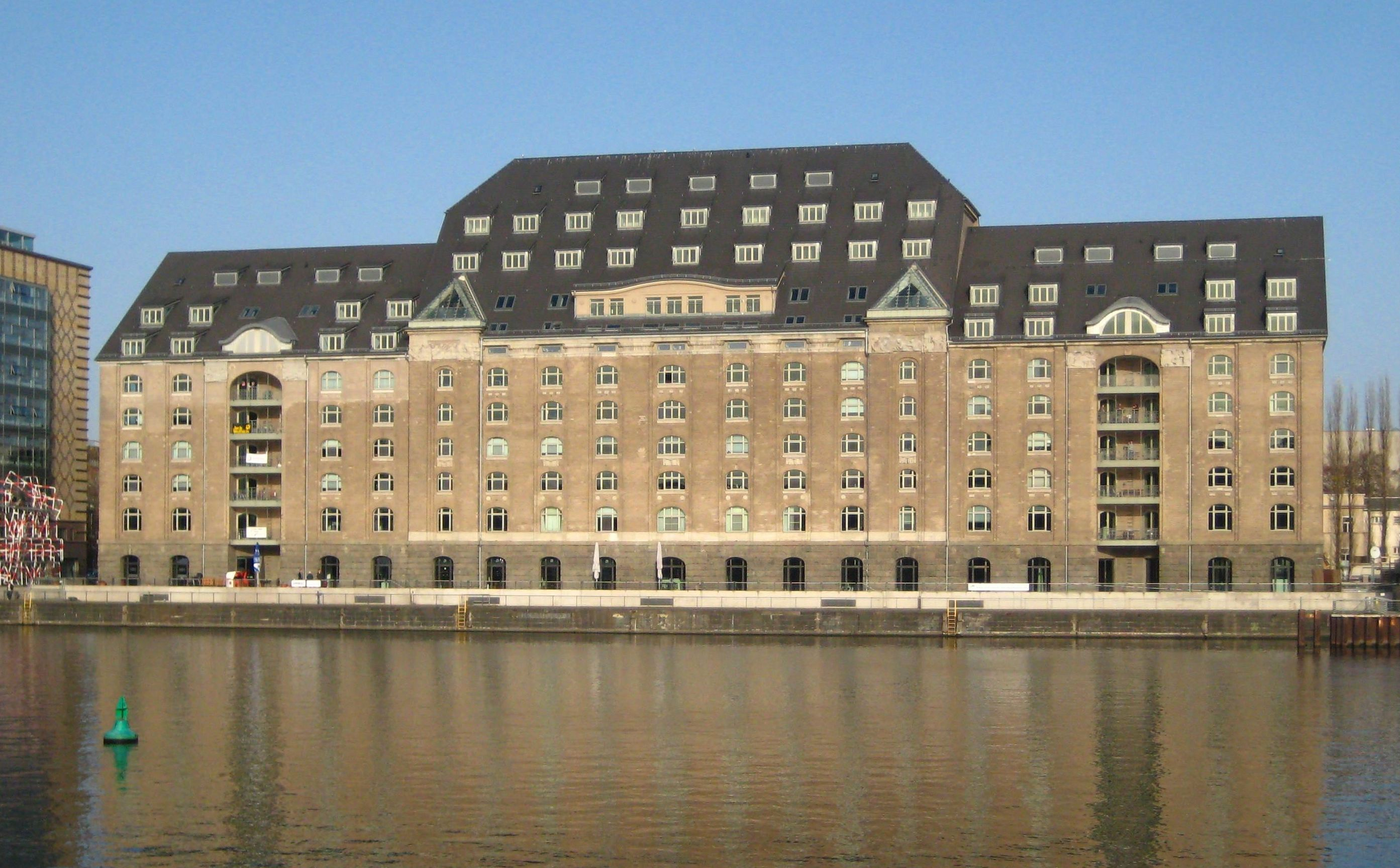
Academia de Cinema Europeu

Países com mais de 20 membros na Academia (2015):
| - Alemanha: 323 - Reino Unido: 251 - França: 245 - Espanha: 166 - Itália: 144 - Dinamarca: 135 - Polónia: 74 | - Países Baixos: 64 - Suécia: 53 - Bélgica: 46 - Finlândia: 37 - Irlanda: 37 - Suíça: 37 - Hungria: 36 | - Rússia: 34 - Grécia: 33 - Áustria: 31 - República Checa: 31 - Noruega: 31 - Israel: 30 |

## Financiamento
A Academia de Cinema Europeu é financiada, principalmente, pela Lotaria Nacional Alemã, pelo Ministério Estatal Alemão da Cultura e dos Meios de Comunicação e pelo Filmboard Berlin-Brandenburg GmbH.
A apresentação dos Prémios do Cinema Europeu é financiada de forma independente pela Academia. Desde 1997, a EFA contratou a DDA Productions Ltd. como produtores exclusivos da cerimónia de premiação e da sua transmissão internacional através da televisão. Há cinco anos, os referidos prémios foram apoiados por patronos da indústria cinematográfica internacional, com um montante de 10.000 dólares americanos cada. O seu compromisso prova a importância que a indústria cinematográfica internacional atribui aos Prémios do Cinema Europeu. Além disso, a Academia estabeleceu cooperações com um número de patrocinadores do setor privado que estão a apoiar ditos prémios numa base de longo-prazo: a TNT N.V., a DaimlerChrysler, a United International Pictures e a DAS WERK.